# Серено Вотсон
Серено Вотсон (англ. Sereno Watson, 1826–1892) — американський ботанік.

## Біографія
Серено Вотсон виріс на фермі в Коннектикуті. Закінчивши Єльський університет у 1847 році за спеціальністю «Біологія», він займався різними професіями, аж поки в Каліфорнії не приєднався до експедиції Кларенса Кінга і зрештою став її ботаніком. У 1873 році Ейса Грей призначив його асистентом Гербарію Грея Гарвардського університету, згодом став його куратором і залишався на цій посаді до самої смерті. У 1874 році Вотсон був обраний членом Американської академії мистецтв і наук, а в 1889 році — членом Національної академії наук.

## Роботи
- Botany, in Report of the geological exploration of the 40th parallel made ... by Clarence King, 1871
- Watson, Sereno (1879). Revision of the North American Liliaceae: Descriptions of Some New Species of North American Plants. Proceedings of the American Academy of Arts and Sciences. XIV: 213—312. doi:10.2307/25138538. JSTOR 25138538. Процитовано 06.01.2014.

## Вшанування
На його честь названо американський рід рослин Serenoa Hook.f. з родини пальмових (Arecaceae), а також рід Watsonamra Kuntze, який нині є синонімом до Pentagonia.